# Иванов, Иван Игнатьевич
Ива́н Игна́тьевич Ивано́в (15 января 1907, Москва — октябрь 1996, там же) — советский боксёр лёгких весовых категорий, выступал на всесоюзном уровне в 1920-х — 1940-х годах. Чемпион СССР, призёр многих международных турниров и матчевых встреч. На соревнованиях представлял «Динамо» и в большей степени ЦСКА, заслуженный мастер спорта СССР (1946). Также известен как тренер, в течение многих лет возглавлял армейскую боксёрскую команду. Заслуженный тренер СССР (1957). Судья всесоюзной категории (1956).

## Биография
Родился 15 января 1907 года в Москве. Начиная с шестилетнего возраста регулярно участвовал в кулачных боях «стенка на стенку», в молодости работал на прядильной фабрике им. М. И. Калинина, там познакомился с будущим многократным чемпионом страны по боксу Виктором Михайловым. В 1925 году записался в секцию бокса при ВХУТЕМАСе, проходил подготовку под руководством тренера Александра Гетье. Не обладая выдающейся физической силой, в боях основной акцент делал на защиту, часто действовал вторым номером, полагался главным образом на быстрые контратаки. Понимая, что не может решить бой в свою пользу с помощью сильного удара, старался результативно атаковать в ближнем бою.
Первого серьёзного успеха на ринге добился в 1926 году, когда выступил на первенстве Москвы и одолел всех своих соперников в легчайшей весовой категории. В 1928 году одержал победу в матчевой встрече со сборной Латвии, дошёл до финала на Всесоюзной спартакиаде в Москве и боксировал на первой Рабочей спартакиаде в Осло, где сумел взять верх над двумя иностранными боксёрами из трёх. Впоследствии поднялся в лёгкий вес и в 1940 году выиграл первенство СССР по боксу, победив в финале молодого Сергея Щербакова. Последний раз вышел на ринг в качестве действующего боксёра на чемпионате страны 1944 года, занял третье место. Всего в любительском боксе провёл 134 боя, из них 121 окончил победой. В 1946 году за свои спортивные достижения удостоен звания заслуженного мастера спорта.
Будучи выпускником школы тренеров, Иванов ещё во время спортивной карьеры начал активную педагогическую деятельность. В 1942 году во время Великой Отечественной войны окончил курсы усовершенствования командного состава, после чего работал преподавателем физической подготовки в Ярославском пулемётно-минометном училище, отвечал за лыжную подготовку, штыковой бой, марш-броски и пр. Позже преподавал в Калининском суворовском военном училище. В конце войны окончил курсы офицеров физподготовки и был назначен старшим тренером армейской сборной.
Занимал должность старшего тренера боксёрской команды ЦСКА в период 1945—1977, за это время подготовил множество талантливых бойцов, в том числе его учениками были трёхкратный чемпион Европы Андрей Абрамов, многократные чемпионы национального первенства Лев Сегалович и Борис Назаренко. За большой вклад в развитие армейского бокса в 1957 году отмечен званием заслуженного тренера СССР.
Уволился из армии в звании майора. Умер в Москве.

## Награды
- Медаль «За трудовую доблесть» (27.04.1957) — «за успехи, достигнутые в деле развития массового физкультурного движения в стране, повышения мастерства советских спортсменов, и успешное выступление на международных соревнованиях»